# Deixa-me Amar
Deixa-me Amar é uma telenovela portuguesa transmitida pela TVI de 10 de setembro de 2007 a 23 de junho de 2008, substituindo Doce Fugitiva sendo substituída por Feitiço de Amor. Trata-se da Adaptação da novela argentina "Sos Mi Vida" (És a Minha Vida, em português) feita pela Casa da Criação.
Foi protagonizada por Paulo Pires, Paula Lobo Antunes, Luís Esparteiro, Bárbara Norton de Matos e Joaquim Horta.
Deixa-me Amar foi reposta nas madrugadas no ano de 2013 , tendo sido a sua única e última reposição até ao momento, nunca passou no canal de reposições TVI Ficção.

## Sinopse
Martim (Paulo Pires) é viúvo há cinco anos. A tragédia entrou-lhe pela vida quando menos esperava, quando a esposa morreu num acidente de viação. Martim nunca mais foi o mesmo. Até que Lara entra na sua vida, como um furacão. Lara (Paula Lobo Antunes) é uma rapariga simples, extrovertida e determinada, que sonha competir nos ringues internacionais de kickboxing. Nunca conheceu o pai e a mãe abandonou-a quando tinha 5 anos.
Foi acolhida por uma família de fracos recursos. Conceição Novais (Delfina Cruz) e o seu filho Francisco (Chico) Novais (Joaquim Horta), que vive em Alfama. Lara considera-os como a sua família. Namora desde sempre com Chico, apesar de os dois serem quase como irmãos. Martim e Lara apaixonam-se, mas não querem admitir o que sentem: são tão diferentes que um amor entre eles parece impossível.
Para complicar ainda mais as coisas, estão ambos comprometidos. Martim namora com Madalena Seabra (Bárbara Norton de Matos), uma mulher com quem mantém uma relação confortável. Madalena sabe muito bem o que quer da vida: casar com Martim e está disposta a tudo para convencê-lo a dar esse passo.
Quando conhece Lara, Madalena percebe que ela é uma ameaça e vai fazer de tudo para a afastar do seu caminho, contando muitas vezes com o apoio de João Botelho (Luís Esparteiro). Entretanto, Martim volta às pistas, reencontrando um grande rival. Henrique Gama (Pedro Lamares) é um piloto sem escrúpulos, capaz dos piores esquemas para manter Martim afastado das corridas.
Martim afeiçoou-se a José Mendes (José Mata), Alice Mendes (Sofia Arruda) e Francisca (Kika) Mendes (Maria Carolina), três irmãos que perderam a mãe e que foram abandonados pelo pai. Os miúdos vivem na instituição que Martim patrocina, mas vêem-se na iminência de ser separados com a possível adopção de Kika.
Martim não permite que tal aconteça e candidata-se a ser família de acolhimento dos órfãos. O pedido é aceite e os irmãos passam a ser a nova família de Martim. Quem não reage nada bem é Madalena e João. A primeira detesta miúdos e o segundo vê os miúdos como um empecilho às suas ambições.  João é primo direito de Martim. É vice-presidente da empresa, cargo que herdou do pai. Juntamente com Luísa Botelho (Dina Félix da Costa), a irmã, tem apenas 1% do grupo, mas ambiciona mais.
Acumulou muitas dívidas e foi vendendo ao primo a sua parte da empresa. Não olha a meios para atingir os seus objectivos e vai aliar-se a quem for preciso para prejudicar Martim. Desde negócios ilícitos, a roubos, sabotagem e falsificação de documentos, João faz de tudo um pouco, criando uma rede de aliados com o objectivo de destruir Martim.
Lara vive num bairro histórico de Lisboa, onde coabitam várias famílias de baixos rendimentos num estilo de vida quase comunitário. A maioria vive ali desde sempre e age em conformidade, como uma grande família. Susana Alecrim (Sandra Celas) e Carlos Peixoto (António Pedro Cerdeira) estão a viver uma relação recente. Ela é engenheira informática, ele é músico. Conheceram-se na Áustria e apaixonaram-se.
César Augusto (Ruy de Carvalho) é o dono do ginásio do bairro. Ex-pugilista, não gosta de kickboxing, modalidade que mantém apenas devido à procura. Passa o tempo a provocar Lara, mas no fundo gosta da miúda e torce por ela. Mateus Castro (José Martins), o senhorio, é sócio de César no ginásio e dono da maior parte das casas do bairro. Vive em permanente conflito com os moradores. O que ele queria era despejar os inquilinos e vender, ou arrendar as casas por um preço superior, mas todos se opõem e dificultam o processo.

## Elenco
- Paulo Pires - Martim Botelho (Protagonista)
- Paula Lobo Antunes - Lara Guerra (Protagonista)
- Luís Esparteiro - João Botelho (Antagonista)
- Bárbara Norton de Matos - Madalena Seabra (Antagonista)
- Joaquim Horta - Francisco «Chico» Novais (Protagonista)
- São José Correia - Isabel Faial
- Vítor Norte - Manel Simões
- Sofia Grillo - Vitória Salgado
- António Pedro Cerdeira - Carlos Peixoto
- Vera Alves - Beatriz Ventura
- João Ricardo - Alfredo Ventura
- Maria Henrique - Felicidade Loureiro
- José Martins - Mateus Castro
- Sandra Celas - Susana Alecrim
- Hugo Sequeira - Sérgio Costa
- Dina Félix da Costa - Luísa Botelho
- Pedro Lamares - Henrique Gama
- Cristóvão Campos - Rui Nunes
- Adriana Moniz - Alexandra «Xana» Pinto
- José Mata - José Mendes
- Sofia Arruda - Alice Mendes
- Miguel Bogalho - Ruca Napoleão
- Anna Leppänen - Carolina Seabra
- Eduardo Sobral - Eduardo Silva
- Maria Carolina - Francisca «Kika» Mendes

### Atores Convidados
- Delfina Cruz - Conceição Novais
- Ângela Ribeiro - Rosa Fernandes
- Ruy de Carvalho no papel de “César Augusto”

## Audiência
A telenovela Deixa-me Amar estreou a 10 de Setembro de 2007 com 16,7% de audiência média e 42,1% share. O último episódio alcançou 11,5% de audiência média e 48,7% de share. Entre a data de estreia e verão de 2008 foram exibidos 242 capítulos que registaram 10% de audiência média e 37,6% de share.